# Observatorio de Lund

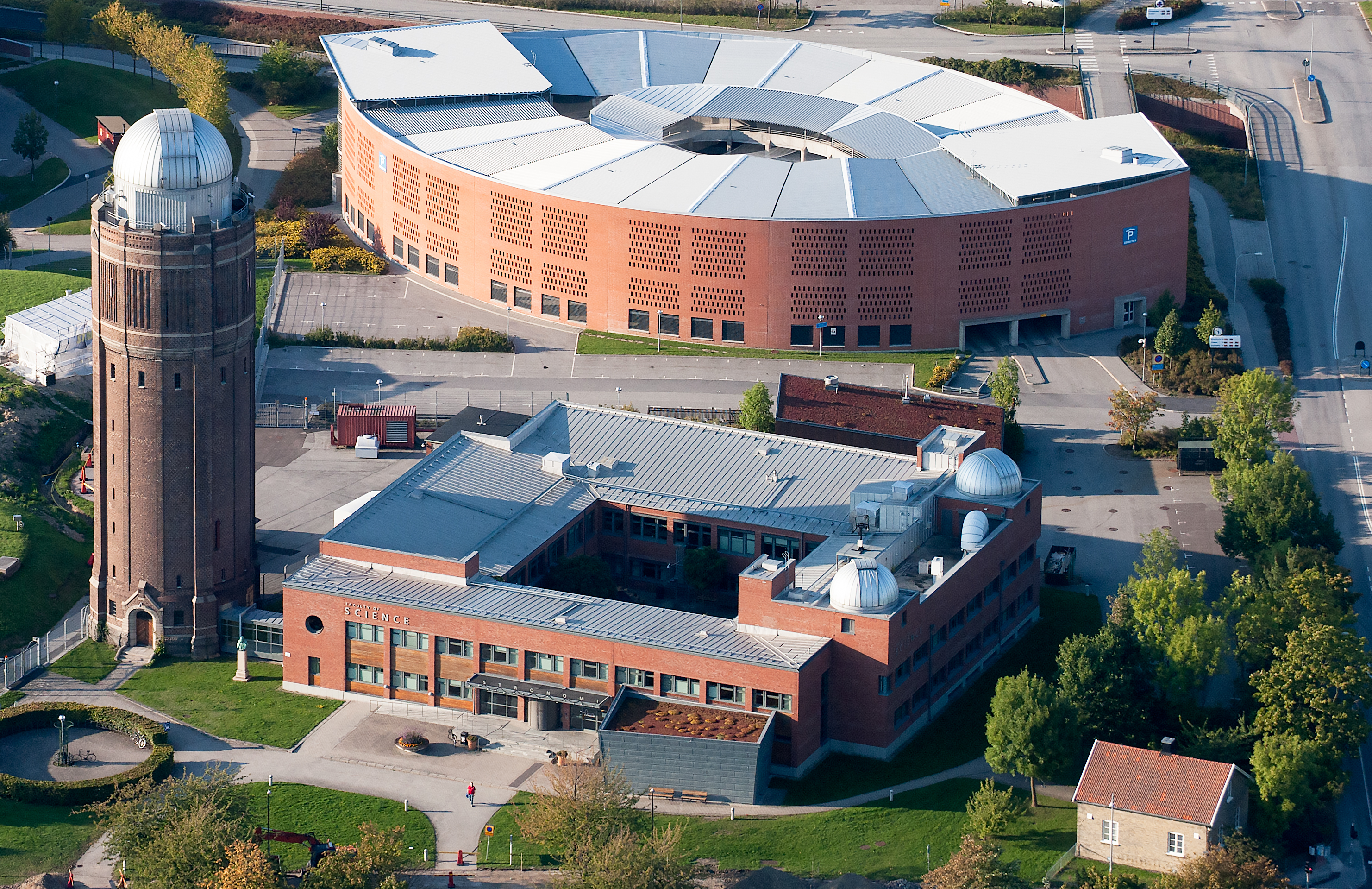
Nueva casa de la Astronomía en Sölvegatan.

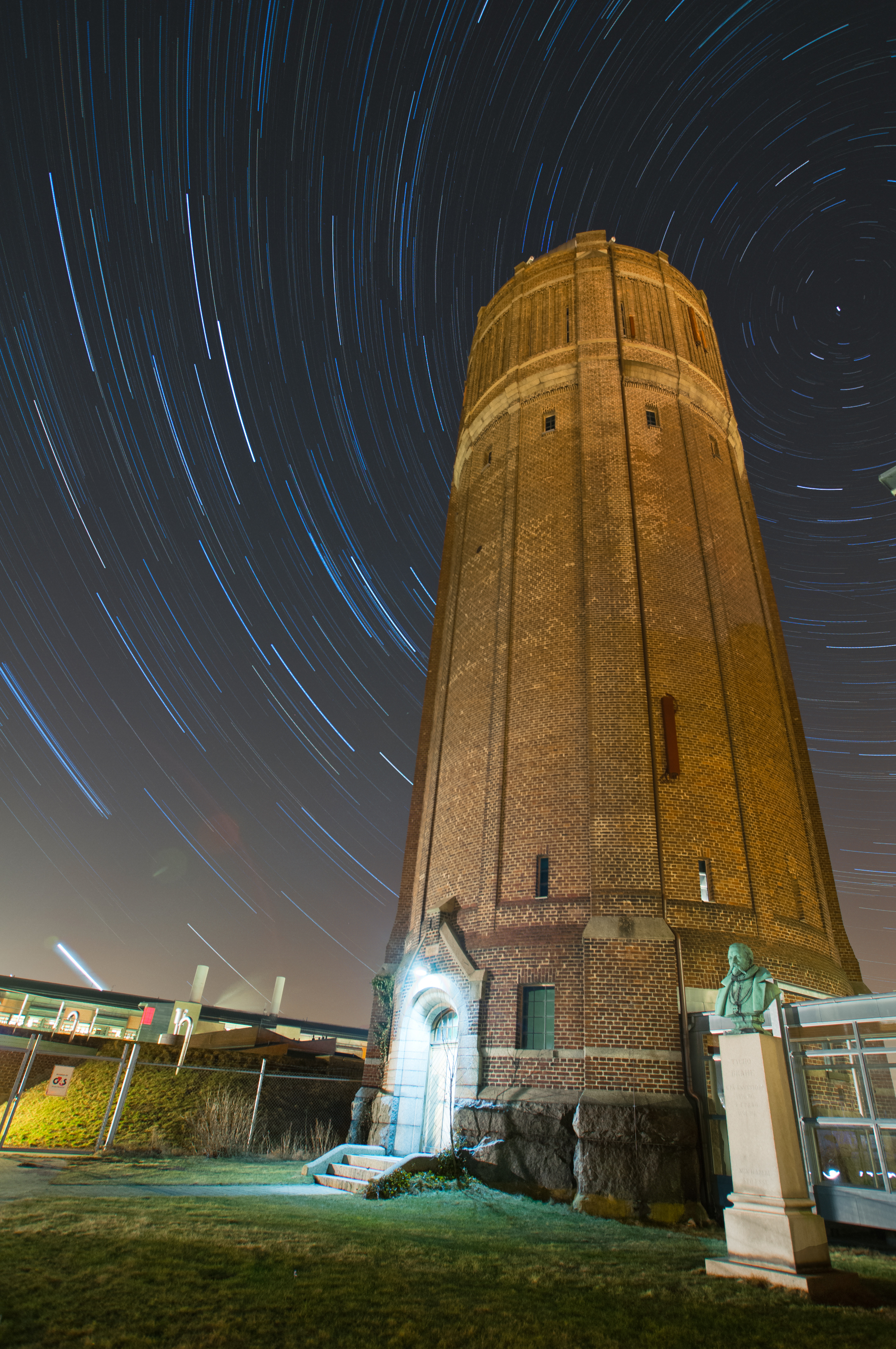
La casa de la Astronomía en una noche estrellada.

El antiguo observatorio de Lund, inaugurado en 1867, se sitúa en Svanegatan, en el parque del observatorio, fuera de lo que fue el recinto amurallado de Lund en la época medieval.

## Historia
Antes de la construcción del observatorio en 1867, los astrónomos de Lund trabajaban en la céntrica Kungshuset, en el parque Lundagård. El arquitecto Helgo Zettervall diseñó el edificio del observatorio. A este se le añadieron posteriormente otros edificios del mismo estilo, como Räknehuset (1912). El observatorio alojaba, entre otros instrumentos, un telescopio refractor de 25 cm y un círculo meridiano. En la década de los 1950, se realizó, por iniciativa de Knut Lundmark, un panorama del cielo nocturno, conocido como Carta de la Vía Láctea, que tuvo una gran difusión por todo el mundo. Entre 1978 y 2001 hubo también un planetario, el Planetario de Lund, muy popular entre el público en general y los niños en edad escolar.

## Casa de la Astronomía
El observatorio fue parte del departamento de Astronomía de la universidad de Lund hasta el año 2001, cuando el departamento se trasladó a un nuevo edificio, la Casa de la Astronomía (Astronomihuset), en la zona norte del campus, junto a la antigua torre de agua en Sölvegatan.